# Linguee
Lingueeは、ドイツ・ケルンのDeepLGmbHにより運営されている多言語辞書である。

## 概要
LingueeはGoogle翻訳のような機械的な翻訳とは異なり、インターネット上に人々が翻訳した数多くのテキストが存在することを利用している。
ネット上に存在する多言語で執筆された文章をもとに訳を表示すため前後の文によって全体の文脈の中での使い方がわかるようになっている。